# Michal Hamršmíd
Michal "Háša" Hamršmíd (* 30. dubna 1980 Jihlava) je bývalý český bojovník smíšených bojových umění (MMA) bantamové váhy, šampion organizace WUFC a jeden z majitelů české MMA organizace Gladiator Championship Fighting. Úspěchy zaznamenal i v judu, ve kterém se stal 5× Mistrem ČR v mládežnických kategoriích. Po posledním boji v roce 2017 definitivně ukončil kariéru MMA bojovníka. Od roku 2011 do roku 2015 pracoval jako kondiční trenér hokejového týmu HC Sparta Praha a od roku 2015 je kondičním trenérem České hokejové reprezentace.

## Před MMA kariérou
Začínal s judem, které trénoval jeho otec a zároveň hrál aktivně fotbal. Ve 14 letech se rozhodl provozovat závodně judo, kde se v letech 1994 – 1998 stal v kategoriích žáků, dorostu a juniorů ve své váhové kategorii 5× Mistrem ČR. Závodní kariéru v judu ukončil v roce 1999.

## Tituly a úspěchy

### Judo
- 5× Mistrem ČR v mládežnických kategoriích. (v letech 1994 – 1998)

### Smíšená bojová umění
- V roce 2006 vyhrál anketu o titul Gradiátor desetiletí vyhlášenou časopisem Bojová umění.[5][6]
- V roce 2007 se stal mistrem světa organizace WUFC ve váze do 65 kg.[7]
- Nějakou dobu trénoval v Americe v prestižním American Top Teamu.[8]

## MMA výsledky

### Profesionální kariéra
| Výsledek | Bilance     | Soupeř              | Metoda                        | Událost                              | Datum            | Kolo | Čas  | Místo               | Poznámka                                                |
| -------- | ----------- | ------------------- | ----------------------------- | ------------------------------------ | ---------------- | ---- | ---- | ------------------- | ------------------------------------------------------- |
| Výhra    | 23–10–2 (1) | Petr Mai            | Donucení (rear-naked choke)   | GCF 41: Night of the Legends         | 12. říjen 2017   | 1    | 2:13 | Praha, Česko        |                                                         |
| Výhra    | 22–10–2 (1) | Ivan Gladkiy        | Na body                       | GCF 18: Destiny                      | 1. prosinec 2012 | 3    | 5:00 | Praha, Česko        |                                                         |
| Výhra    | 21–10–2 (1) | Marian Kotlář       | KO (koleno a údery)           | GCF 17: Big Cage Ostrava 2           | 20. říjen 2012   | 2    | 0:36 | Ostrava, Česko      |                                                         |
| Prohra   | 20–10–2 (1) | Mikael Silander     | Donucení (keylock)            | BP 11: Kankaanpaa vs. Yamaguchi      | 23. březen 2012  | 1    | 0:00 | Seinäjoki, Finsko   |                                                         |
| Prohra   | 20–9–2 (1)  | Eric Luke           | Donucení (rear-naked choke)   | GCF 7: Redemption                    | 3. prosinec 2011 | 1    | 3:26 | Praha, Česko        |                                                         |
| Remíza   | 20–8–2 (1)  | James Doolan        | Nerozhodně                    | OT - On Top 1                        | 26. únor 2011    | 3    | 5:00 | Glasgow, Skotsko    |                                                         |
| Výhra    | 20–8–1 (1)  | Miroslav Kubáň      | Donucení (rear-naked choke)   | GCF 1: Judgement Day                 | 5. prosinec 2010 | 1    | 4:36 | Praha, Česko        |                                                         |
| Výhra    | 19–8–1 (1)  | Joaquim Rodrigues   | Donucení (rear-naked choke)   | Hell Cage 3                          | 29. březen 2009  | 1    | 1:32 | Praha, Česko        |                                                         |
| Prohra   | 18–8–1 (1)  | Bill Boland         | Technické KO (údery)          | HCF: Crow's Nest                     | 29. březen 2008  | 2    | 2:59 | Gatineau, Kanada    |                                                         |
| Výhra    | 18–7–1 (1)  | Usman Khanipaev     |                               | WUFC: Trofeu Feira 13                | 22. srpen 2007   |      |      | Viseu, Portugalsko  | Stal se mistrem světa organizace WUFC ve váze do 65 kg. |
| Výhra    | 17–7–1 (1)  | Ivan Rodrigues      | Donucení (rear-naked choke)   | UF: Karlovy Vary                     | 1. červen 2007   | 1    |      | Karlovy Vary, Česko |                                                         |
| NC       | 16–7–1 (1)  | Phil Harris         | Bez výsledku                  | CFS: D-Day                           | 12. květen 2007  | 1    |      | Anglie              |                                                         |
| Výhra    | 16–7–1      | Rostislav Hejduk    | Donucení                      | NOTG: Night of Champions             | 15. září 2005    | 1    | 0:00 | Opava, Česko        |                                                         |
| Prohra   | 15–7–1      | Andranik Ashugyan   | Donucení                      | WUFC: Trofeu Feira 12                | 19. srpen 2006   | 0    | 0:00 | Viseu, Portugalsko  |                                                         |
| Prohra   | 15–6–1      | Sergiu Ghilescu     | Technické KO                  | WUFC: World Championships 2          | 13. květen 2006  | 0    | 0:00 | Midões, Portugalsko |                                                         |
| Výhra    | 15–5–1      | Anderson Pereira    | Na body                       | FFC - Heaven or Hell                 | 23. duben 2006   | 3    | 5:00 | Lipsko, Německo     |                                                         |
| Výhra    | 14–5–1      | George Chanadiry    | Donucení (armbar)             | NOTG - Night of the Best             | 18. duben 2006   | 1    | 1:56 | Opava, Česko        |                                                         |
| Prohra   | 13–5–1      | Sergej Juskevic     | Na body                       | FFC - Feel The Spirit                | 23. říjen 2005   | 3    | 5:00 | Lipsko, Německo     |                                                         |
| Výhra    | 13–4–1      | Patrik Doležel      | Na body                       | NOTG: Best of the Best               | 15. září 2005    | 2    | 5:00 | Česko               |                                                         |
| Výhra    | 12–4–1      | Slava Popov         | Donucení                      | Extravaganza - MMA                   | 27. květen 2005  | 1    | 0:00 | Ostrava, Česko      |                                                         |
| Remíza   | 11–4–1      | Slavomir Popovic    | Nerozhodně                    | Fight Explosion                      | 14. květen 2005  | 2    | 0:00 | Žilina, Slovensko   |                                                         |
| Výhra    | 11–4        | Blazej Woznicki     |                               | Czech Grand prix                     | 22. duben 2005   | 1    | 0:00 | Třebíč, Česko       |                                                         |
| Výhra    | 10–4        | Ali Selcuk Ayin     | Donucení (rear-naked choke)   | FFC - Bushido Fight Club             | 16. duben 2005   | 1    | 1:04 | Köthen, Německo     |                                                         |
| Prohra   | 9–4         | Bendy Casimir       | Technické KO                  | NOTG - Night of the Gladiators       | 5. prosinec 2004 | 1    | 0:00 | Praha, Česko        |                                                         |
| Prohra   | 9–3         | Maciej Polok        | Donucení (trianglové škrcení) | NOTG - Night of the Gladiators       | 5. prosinec 2004 | 3    | 0:00 | Praha, Česko        |                                                         |
| Prohra   | 9–2         | Forro Laszio        | Technické KO                  | TFC 3 - TotalFight 3                 | 24. květen 2004  | 1    | 0:00 | Budapešť, Maďarsko  |                                                         |
| Výhra    | 9–1         | Rastislav Hascic    | Technické KO                  | NOTG - Night of the Gladiators       | 19. únor 2004    | 1    | 0:00 | Brno, Česko         |                                                         |
| Výhra    | 8–1         | Attila Takacs       | Na body                       | TFC 2 - TotalFight 2                 | 10. leden 2004   | 0    | 0:00 | Budapešť, Maďarsko  |                                                         |
| Výhra    | 7–1         | Petr Mai            |                               | NOTG 20 - Night of the Gladiators 20 | 5. prosinec 2003 | 0    | 0:00 | Praha, Česko        |                                                         |
| Výhra    | 6–1         | Rastislav Hascic    |                               | NOTG 18 - Night of the Gladiators 18 | 5. květen 2003   | 0    | 0:00 | Praha, Česko        |                                                         |
| Výhra    | 5–1         | Petr Mai            | Donucení (choke)              | NOTG 13 - Night of the Gladiators 13 | 5. červen 2001   | 1    | 0:00 | Praha, Česko        |                                                         |
| Prohra   | 4–1         | Metin Yakut         | KO                            | NOTG 12 - Night of the Gladiators 12 | 25. únor 2001    | 1    | 0:28 | Praha, Česko        |                                                         |
| Výhra    | 4–0         | Petr Čajnák         | Donucení                      | NOTG 11 - Night of the Gladiators 11 | 5. prosinec 2000 | 1    | 0:00 | Praha, Česko        |                                                         |
| Výhra    | 3–0         | Slawomir Skrzypczak | Donucení                      | NOTG - Night of the Gladiators       | 23. březen 2000  | 1    | 0:00 | Praha, Česko        |                                                         |
| Výhra    | 2–0         | Jan Stivic          | Technické KO                  | NOTG - Night of the Gladiators       | 5. prosinec 1999 | 1    | 0:00 | Praha, Česko        |                                                         |
| Výhra    | 1–0         | Robert Visek        | Donucení                      | NOTG - Night of the Gladiators       | 18. únor 1999    | 1    | 0:00 | Pardubice, Česko    |                                                         |